# Carl Borrebaeck
Karl Arne Krister Borrebaeck (benämnd Carl Borrebaeck i media), född 21 oktober 1948, är en svensk professor och företagsledare. Borrebaeck är professor i immunologi vid Lunds universitet. Han är verksam som ordförande och styrelseledamot i bland annat ett antal bioteknik-företag. Alligator Bioscience, Immunovia (publikt aktiebolag), SenzaGen, Qlucore, CB Ocean Capital och PainDrainer är företag Borrebaeck är aktiv inom. Han är även medgrundare till life science-företaget Bioinvent (publikt aktiebolag). Borrebaeck invaldes som ledamot av Ingenjörsvetenskapsakademien 2003.